# Thượng ẩn
Thượng ẩn (tiếng Trung: 上瘾; bính âm: Shàngyǐn, tiếng Anh: Addicted hoặc Heroin) là một bộ phim truyền hình Internet tại Trung Quốc Đại lục do nhiều công ty sản xuất năm 2016, dựa theo tiểu thuyết tình cảm nam-nam Cậu nghiện rồi phải không? (tiếng Trung: 你丫上瘾了) của Sài Kê Đản. Bộ phim kể về hai chàng trai mười sáu tuổi, Bạch Lạc Nhân và Cố Hải, bất chấp sự khác biệt về mặt xã hội và quá khứ cá nhân, họ đã tạo nên một mối quan hệ tình yêu thân thiết. Với sự tham gia của Hứa Ngụy Châu và Hoàng Cảnh Du trong lần đầu tiên họ lên sóng truyền hình, bộ phim được công chiếu vào ngày 29 tháng 1 năm 2016 và phát sóng ba tập mỗi tuần cho đến ngày 23 tháng 2 năm 2016, khi bộ phim bị chính quyền Trung Quốc cấm. Thành công đột phá của bộ phim và lệnh cấm sau đó đã thu hút sự chú ý đến chủ đề cấm kỵ về đồng tính luyến ái ở Trung Quốc Đại lục.

## Nhân vật
Chú ý rằng quan hệ giữa các nhân vật có thể phản ánh một phần nội dung cốt truyện phim, chân dung nhân vật.

### Nhân vật chính
| Diễn viên      | Vai diễn      | Quan hệ/Nickname |
| -------------- | ------------- | --- |
| Hoàng Cảnh Du  | Cố Hải        | Tiểu Hải / Đại Hải Em kế của Bạch Lạc Nhân và cũng là bạn học, sau này trở thành bạn trai Con trai của Cố Uy Đình, vì cái chết của mẹ mà luôn oán giận cha Gọi Khương Viên bằng mẹ kế Em họ của Cố Dương Bạn tốt của Lý Thước, Chu Tự Hổ Bạn trai cũ của Kim Lộ Lộ Lúc đầu không biết Bạch Lạc Nhân là anh em kế. Ông trời tài tình cho hai người học chung lớp Mười một 27, trở thành bạn bè và thầm mến cậu. Ở tập 7, Cố Hải dọn đến ở nhà Bạch Lạc Nhân. Đến tập 10, hai người biết được quan hệ anh em và có một trận bất hòa. Tập 11, quan hệ của hai người đã tiến lên một bậc.           |
| Hứa Ngụy Châu  | Bạch Lạc Nhân | Tiểu Bạch / Nhân Tử Anh kế của Cố Hải và cũng là bạn học, sau này trở thành bạn trai Con của Bạch Hán Kỳ và Khương Viên, không bằng lòng với việc Khương Viên tái giá Gọi Cố Uy Đình bằng bố dượng Gọi Trâu Thẩm bằng mẹ kế Anh kế của Mạnh Thông Thiên Bạn học và cũng là bạn từ nhỏ của Dương Mãnh Bạn học của Vưu Kỳ Bạn trai cũ của Thạch Tuệ Lúc đầu không biết Cố Hải là anh em kế. Ông trời tài tình cho hai người học chung lớp Mười một 27, trở thành bạn bè. Đến tập 10, hai người biết được quan hệ anh em và có một trận bất hòa. Tập 11, quan hệ của hai người đã tiến lên một bậc |
| Lâm Phong Tùng | Vưu Kỳ        | Bạn học của Bạch Lạc Nhân và thầm mến Lạc Nhân Bạn học của Cố Hải, Dương Mãnh Thích bắt nạt Dương Mãnh |
| Trần Ổn        | Dương Mãnh    | Bạn học và cũng là bạn từ nhỏ của Lạc Nhân Bạn học của Cố Hải, Vưu Kỳ Thường bị Vưu Kỳ bắt nạt |

### Nhân vật khác
| Diễn viên      | Vai diễn         | Quan hệ/Nickname |
| -------------- | ---------------- | --- |
| Vương Vũ       | Cố Dương         | Anh họ của Cố Hải Cháu của Cố Uy Đình |
| Vương Đông     | Cố Uy Đình       | Cha của Cố Hải, quan hệ luôn căng thẳng với con trai Bố dượng của Bạch Lạc Nhân Chồng (sau khi tái giá) của Khương Viên Chú của Cố Dương Từng làm thủ trưởng quân đội |
| Lưu Hiểu Diệp  | Khương Viên      | Mẹ của Bạch Lạc Nhân Mẹ kế của Cố Hải Vợ (sau khi tái giá) của Cố Uy Đình Vợ cũ của Bạch Hán Kỳ |
| Tống Đào       | Bạch Hán Kỳ      | Cha của Bạch Lạc Nhân Chồng cũ của Khương Viên Hàng xóm của Trâu Thẩm, ở tập 14 hai người kết hôn Bố dượng của Mạnh Thông Thiên |
| Lỗ Thiếu Hùng  | Lý Thước         | Bạn tốt của Cố Hải |
| Chu Thạc       | Chu Tự Hổ        | Bạn tốt của Cố Hải |
| Lâu Thanh      | Kim Lộ Lộ        | Bạn gái trước của Cố Hải, ở tập 10 hai người chia tay Tập 6 vì tưởng nhầm Đan Hiểu Tuyền cố tán tỉnh Cố Hải mà đánh người |
| Châu Vũ Đồng   | Thạch Tuệ        | Bạn gái cũ của Bạch Lạc Nhân Xuất hiện lần đầu ở tập 15 |
| Tô Lệ          | Trâu Thẩm        | Hàng xóm của hai bố con Lạc Nhân, đến tập 14 kết hôn với Bạch Hán Kỳ Mẹ kế của Bạch Lạc Nhan Mẹ đẻ của Mạnh Thông Thiên Bán đồ ăn sáng ở bên đường, ở tập 10 nhờ sự giúp đỡ âm thầm của Cố Hải nên được thuê cửa hàng ở đầu phố để buôn bán mà không phải trả tiền thuê chỗ |
| Trương Vỹ Luân | Mạnh Thông Thiên | Con trai của Trâu Thẩm Gọi Bạch Hán Kỳ bằng bố dượng Em kế của Bạch Lạc Nhân |

## Khác biệt so với nguyên tác[3]
| Nhân vật/Tình tiết                    | Theo nguyên tác                                                     | Trong phim               |
| ------------------------------------- | ------------------------------------------------------------------- | ------------------------ |
| Lớp của Dương Mãnh                    | Lớp của Dương Mãnh khác với lớp của Cố Hải, Bạch Lạc Nhân và Vưu Kỳ | Tất cả đều học chung lớp |
| Lớp của Đan Hiểu Tuyền                | Cùng lớp với Cố Hải, Bạch Lạc Nhân và Vưu Kỳ                        | Học ở lớp bên cạnh       |
| Hôn lễ giữa Cố Uy Đình và Khương Viên | Cố Hải và Bạch Lạc Nhân thuê người phá đám cưới                     | Bị lược bỏ               |
| Chồng của Trâu Thẩm                   | Đại náo gia đình Trâu Thẩm và Bạch Lạc Nhân                         | Bị lược bỏ               |
| Vẻ ngoài của Cố Dương                 | Rất giống Cố Hải                                                    | Không giống Cố Hải       |

## Sản xuất
Phim được sản xuất bởi hai công ty Phong Mang và Chấn Hoa; phát hành bởi hai công ty: Nhất Khốc và Hoa Sách. Chi phí sản xuất phim được công bố ước tính là 500 vạn nhân dân tệ.
Phim có tổng cộng 15 tập, bắt đầu bấm máy tại Bắc Kinh cuối tháng 11 năm 2015. Ngày 23 tháng 12 thì quay xong và bắt đầu chiến dịch quảng bá.
Sài Kê Đản đã từng cho biết rằng, giữa tháng 5 năm 2016 sẽ bắt đầu ghi hình cho phần hai của Thượng Ẩn. Thế nhưng, tại cuộc gặp gỡ người hâm mộ Thái Lan trung tuần tháng 4, lại tuyên bố rằng sẽ giải tán tất cả thành viên của đoàn làm phim, đồng nghĩa với việc sẽ không sản xuất phần hai nữa. Theo lý giải, từ trong nước, SARFT (Cục Quản lý nhà nước về Báo chí, Xuất bản, Phát thanh, Điện ảnh và Truyền hình của CHND Trung Hoa) đã cảnh cáo bộ phim này trước đây, nhưng họ lại còn ý định làm tiếp bộ phim, cho nên Cục yêu cầu phải giải tán và chấm dứt hoàn toàn. Điều này đã dẫn tới nhiều ý kiến trái chiều, trong đó, đa phần khán giả cho rằng, SARFT đang phân biệt đối xử nghiêm trọng đối với việc phát triển và truyền bá các văn hóa phẩm liên quan tới vấn đề đồng tính.
Ngày 17/4/2016, đoàn làm phim chính thức tuyên bố phim sẽ không có phần 2 do lệnh cấm của chính quyền CHND Trung Hoa. Hai diễn viên chính là Hoàng Cảnh Du và Hứa Ngụy Châu bị cấm xuất hiện đồng thời trên cùng một sân khấu.

## Đón nhận

### Lượt xem của khán giả
Ngày 29 tháng 1 năm 2016, ngay sau khi được đăng tải lên Internet tại Trung Quốc, tập đầu tiên đã nhanh chóng thu về 10 triệu lượt xem chỉ trong vòng 24h, lập kỷ lục về số lượt xem cao nhất vào ngày đầu tiên trong lịch sử truyền hình trực tuyến của Trung Quốc. Đến ngày 21 tháng 2, tỉ lệ nhấp chuột vào mỗi video là hơn 100 triệu người, trở thành chương trình có lượt xem nhiều thứ hai trên iQiyi và nhiều nhất trên các trang video khác. Ngày 9 tháng 2, Thượng Ẩn đã trở thành bộ phim mạng có lượt truy cập cao nhất. Vào ngày 17 tháng 2 năm 2016, các diễn viên của phim đã có một buổi giao lưu trực tuyến với người hâm mộ. Giới trẻ Việt Nam biết đến bộ phim này ngay sau khi nó được công chiếu tại Trung Quốc. Phim được làm phụ đề tiếng Việt và chia sẻ miễn phí trên các trang mạng. Lượng người hâm mộ tại Đài Loan cũng rất đông đảo và nhân vật họ yêu thích nhất là Cố Hải. Bất chấp việc bị gỡ bỏ tại Đại lục, từ ngày 23 tháng 2, bộ phim lại được lên sóng trên các trang web tại Đài Loan và được chính công ty Hoa Sách thông báo. Những người hâm mộ từ khắp nơi đã bình luận liên tục trên Facebook của ekip và dưới mỗi tập phim trên kênh YouTube chính thức. Ngoài các nước châu Á, bộ phim được biết đến rộng rãi tại các nước Mĩ La-tinh. Họ đã làm phụ đề phim và lập ra một trang Facebook riêng, chuyên cung cấp thông tin và cảnh hậu trường bằng tiếng Anh. Đây cũng là nguồn thông tin chủ yếu về phim của các khán giả không biết tiếng Trung.

### Mạng xã hội và báo chí
Sau khi bộ phim được phát hành, nó đã nhiều lần leo lên đứng đầu top các chủ đề hot nhất trên Weibo và nhiều mạng xã hội cùng các trang báo khác. Bộ phim được Hàng Châu nhật báo ra ngày 2/2/2016 đánh giá cao, so sánh với Thái tử phi thăng chức ký, cho là "gần gũi hơn với cuộc sống, có khả năng gây được tiếng vang, đánh dấu cho sự bắt đầu bùng nổ của phim truyền hình mạng trong năm 2016".

## Kiểm duyệt
Ngày 22 tháng 2 năm 2016, không lâu sau khi phát hình tập 12, các cư dân mạng phát hiện đã không thể tìm thấy bộ phim trên các trang web tại Đại lục. Các video liên quan cũng không thể xem được. Như vậy có nghĩa là bộ phim đã "chính thức bị gỡ bỏ tại Đại lục". Cũng vào thời gian đó, một trong những người tham gia sản xuất phim - tác giả nguyên tác và biên kịch - Sài Kê Đản cho biết, một bộ phim khác nữa của cô là "Nghịch tập chi ái thượng tình địch" cũng đã bị gỡ xuống. Trang Tencent Video đã gỡ bộ phim xuống mà không đưa ra lý do rõ ràng. Về Thượng Ẩn, theo Weibo chính thức của phim, ba tập còn lại được chiếu trên YouTube. Ở Trung Quốc đại lục, các khán giả đã không thể xem được các tập từ 13 tới 15. Tối ngày 23 tháng 2 năm 2016, công ty Hoa Sách đã cho đăng đầy đủ 3 tập còn lại trên kênh YouTube của phim.

### Phản ứng
Đa số các ý kiến của cư dân mạng Trung Quốc đều cho rằng đồng tính là đề tài nhạy cảm ở đây, họ cho rằng đó là nguyên nhân chính khiến phim bị xóa. Một bộ phận khác lại đứng về phía Cục Điện ảnh Trung Quốc, cho rằng bộ phim bị gỡ là do "liên quan đến tình yêu ở tuổi vị thành niên", "có những hành vi tình cảm không bình thường", "tên nhân vật liên quan đến chất cấm" (tên của hai nhân vật chính ghép lại thành Hải Lạc Nhân (海洛因, bính âm: Hǎi luò yīn) có nghĩa là "heroin"). Một bài báo của hãng thông tấn AFP đã ngầm ám chỉ rằng chính Tổng cục Báo chí, Xuất bản, Phát thanh, Điện ảnh và Truyền hình Trung Quốc (SAPPRFT) đã ra lệnh gỡ bỏ bộ phim. Ngày 27 tháng 2 năm 2016, tại cuộc họp thường niên của ngành sản xuất phim truyền hình Trung Quốc, trưởng bộ phận quản lý các chương trình nghe-nhìn của SAPPRFT – ông La Kiến Huy đã chỉ ra trong báo cáo của mình rằng "các bộ phim chiếu trên mạng có chủ đề đồng tính đã nổi lên theo một cách dung tục", thách thức các cơ quan quản lý. Ông này cho rằng, các cơ quan quản lý phim ảnh nên cần phải có thái độ đúng hơn với các bộ phim như vậy.
Việc kiểm duyệt loạt phim đã gây ra những lời chỉ trích, câu hỏi và thảo luận về chủ đề cấm kỵ về đồng tính luyến ái và sự chấp nhận cộng đồng LGBT ở Trung Quốc đại lục. Các cuộc thảo luận trực tuyến trên Weibo với hashtag "gỡ phim Thượng ẩn" đã nhận được hơn 110 triệu lượt xem trong ngày phim bị gỡ bỏ. Các phương tiện truyền thông tin tức của Mỹ The Wall Street Journal và Time cũng đã đăng các bài viết về việc kiểm duyệt.
Matthew Baren của Shanghai Pride nói với Time rằng mặc dù "thất vọng" khi Thượng ẩn đã ngừng phát sóng trực tuyến, nhưng "thật đáng khích lệ khi thấy các chương trình về chủ đề đồng tính được thực hiện tại Trung Quốc, bởi những tài năng người Trung Quốc và dành cho khán giả Trung Quốc". Một người dùng Weibo được trích dẫn bởi South China Morning Post: "Tại sao họ lại gỡ bỏ bộ phim này? [...] Có hàng triệu lý do để che giấu động thái của họ, nhưng sự thật là họ sợ [vấn đề] đồng tính." Nhà hoạt động Trung Quốc Lý Mai Tử lập luận về việc kiểm duyệt bộ phim: "Những bộ phim truyền hình trực tuyến có chủ đề đồng tính gần đây cho thấy thị trường LGBT rất rộng lớn. [...] SAPPRFT nên đối mặt với nó thay vì áp dụng các quy tắc bất thành văn hoặc sử dụng các giá trị truyền thống làm lá chắn."

## Âm nhạc
Các ca khúc được sử dụng chính trong phim:
| Tên ca khúc Dịch nghĩa   | Viết lời         | Sáng tác      | Thể hiện                                       | Ghi chú           |
| ------------------------ | ---------------- | ------------- | ---------------------------------------------- | ----------------- |
| 海若有因 Nếu Hải có Nhân | Sài Kê Đản       | Hứa Ngụy Châu | Hứa Ngụy Châu Hoàng Cảnh Du                    | Bài hát chủ đề    |
| 慢慢走 Bước chầm chậm    | Lý Bạc Long      | Hứa Ngụy Châu | Hứa Ngụy Châu (lời Việt thể hiện bởi Lynk Lee) | Bài hát cuối phim |
| 我想 Anh nhớ             | Tiểu Long Lao Tư | Trương Đại Vệ | Trường Vũ                                      | Nhạc đệm          |

Ngoài ra, còn một bài hát được sử dụng trong phân cảnh Cố Hải nằm trên giường lúc ở nhà Bạch Lạc Nhân, đó là 我只在乎你 (tạm dịch: Tôi chỉ quan tâm em/Em chỉ quan tâm anh). Phiên bản được biết đến nhiều nhất là do danh ca Đặng Lệ Quân thể hiện.

## Danh sách tập phim
| Tập | Ngày phát sóng gốc |
| --- | ------------------ |
| Tập 1: Gặp gỡ | 29 tháng 1, 2016   |
| Mẹ của Bạch Lạc Nhân tái giá với bố của Cố Hải. Cố Hải từ trước đến nay đều luôn nghi ngờ cái chết của mẹ có liên quan đến bố mình, thế nên mối quan hệ giữa hai bố con chưa bao giờ nguôi căng thẳng. Tới học kì mới, Cố Hải chuyển đến một ngôi trường phổ thông nhỏ. Trời xui đất khiến cho cậu chuyển vào lớp của Bạch Lạc Nhân. Cuộc gặp gỡ bắt đầu, mở ra câu chuyện. Song song với Cố Hải - Lạc Nhân là câu chuyện giữa Dương Mãnh - bạn nối khố của Bạch Lạc Nhân - và Vưu Kỳ (một cậu bạn cùng lớp, thích làm màu, "vưu kỳ" có nghĩa là "đặc biệt). (Tuy nhiên, trong nguyên tác, Dương Mãnh không học chung lớp với Bạch Lạc Nhân và Cố Hải). |                    |
| Tập 2: Hiểu lầm | 31 tháng 1, 2016   |
| 1 bạn nữ thầm mến Vưu Kỳ tặng cho hắn một túi giấy vệ sinh, thế nhưng cậu ta lại hiểu lầm là Bạch Lạc Nhân tặng cho mình. Cố Hải, vì "sự kiện quyển vở luận văn" sinh ra hứng thú nồng hậu với Lạc Nhân, ngoài mẹ cậu ra chưa từng có ai khiến cậu cảm động, cho nên bắt đầu theo dõi Bạch Lạc Nhân. Khi biết cậu ta phải mặc quần ướt bèn lén lút tặng quần, lúc cậu ta bị tiêu chảy lén lút tặng thuốc tiêu chảy. Bạch Lạc Nhân sau đó tưởng lầm là Vưu Kỳ đưa. Về sau, Cố Hải thừa nhận là chính tự mình xé bài luận văn của Lạc Nhân, chính cậu cũng là người tặng quà tặng, khiến cho Bạch Lạc Nhân tức giận đến đánh đập tàn nhẫn. |                    |
| Tập 3: Mâu thuẫn | 3 tháng 2, 2016    |
| Hết lần này đến lần khác bị Cố Hải trêu chọc, Bạch Lạc Nhân bắt đầu đánh trả. Hai người đầu óc quỷ quái bắt đầu đấu trí, bày ra những trò không ngờ tới. Lại thêm một chuyện nữa làm Bạch Lạc Nhân phiền não, đó là bạn gái trước của cậu, tên Thạch Tuệ. Người này đã ra nước ngoài định cư từ lâu, nay lại tới quấy rối bằng cách gọi liên tục vào điện thoại của bố cậu. Bạch Lạc Nhân tức giận bẻ sim của bố mình, để cắt đứt liên lạc với Thạch Tuệ. |                    |
| Tập 4: Cuộc sống của Bạch Lạc Nhân | 5 tháng 2, 2016    |
| Ở trường học, kẻ thù sau lưng Cố Hải lúc nào cũng nhìn chăm chú vào cậu, tâm địa khó lường, có thể sẵn sàng tấn công bất cứ lúc nào, trong điện thoại, bạn gái vẫn tiếp tục quấy rầy. Ở nhà, người cha hậu đậu lại dùng thuốc trĩ trị nhiệt miệng cho cậu, lúc bị cảm lại không cẩn thận uống phải thuốc quá hạn trong nhà. Ngoài ra, Bạch Lạc Nhân còn không biết lúc này oan gia Cố Hải đã len lén cho cậu uống thuốc ngủ, khiến cậu ngất xỉu. |                    |
| Tập 5: Tình bạn | 7 tháng 2, 2016    |
| Hai người, bởi vì trải qua nhiều chuyện rồi nên hóa thù thành bạn, Bạch Lạc Nhân buồn đời đi uống rượu giải sầu, bị Cố Hải bám theo uống cùng. Bạch Lạc Nhân say không còn biết gì, được Cố Hải đưa về. Về đến nhà, Cố Hải đã sớm nhìn thấy bố Bạch đứng chờ ở bên trong cửa... Lại nói chuyện nhà của Cố Hải, khi bố cậu nhắc đến nguyện vọng đưa mẹ ghẻ và người con kế về ở cùng, Cố Hải làm ầm ĩ lên, nói rằng "Nếu họ ở trong nhà này thì sẽ không có con". Bố cậu nổi giận, cắt phí sinh hoạt của Cố Hải. |                    |
| Tập 6: Cố Hải và bạn gái | 10 tháng 2, 2016   |
| Cố Hải bắt đầu thâm nhập gia đình Bạch Lạc Nhân, vì sợ Bạch Lạc Nhân ghét người giàu, Cố Hải đã biến mình thành người nghèo, bán hết những món đồ đắt tiền của mình đi, mua những món đồ cũ kĩ rồi chuyển nhà qua gần nhà của Bạch Lạc Nhân. Cố Hải luôn phải nơm nớp sợ Bạch Lạc Nhân phát hiện ra xuất thân thật của mình. Đúng lúc đó, bạn gái Cố Hải - Kim Lộ Lộ tìm tới, vừa tới trường học của Cố Hải liền lên cơn ghen, đánh đập một nữ sinh thầm yêu anh. |                    |
| Tập 7: Gia đình rối loạn | 12 tháng 2, 2016   |
| Sau khi bạn gái rời đi, mỗi tối Cố Hải đến ngủ ở nhà Bạch Lạc Nhân. Bọn họ cưỡi cùng một cái xe đạp đi học, cùng chia nhau chuỗi kẹo hồ lô. Cố Hải sợ Vưu Kỳ quấy rầy Bạch Lạc Nhân nên đã dọa hắn, chạy xe đạp thì ngồi phía sau đùa giỡn, ôm thật chặt Bạch Lạc Nhân. Bố của Cố Hải lúc này tìm đến Bạch Lạc Nhân mong muốn Bạch Lạc Nhân có thể đồng ý điều kiện hậu đãi Cố gia, thế nhưng bị Bạch Lạc Nhân từ chối. Lúc này đang hoà nhã thoải mái, Bạch Lạc Nhân và Cố Hải đều không biết gì cả. Rất nhanh sau đó, Khương Viên (mẹ đẻ Lạc Nhân, mẹ kế Cố Hải) cũng đã tìm đến Cố Hải bày tỏ nguyện vọng. |                    |
| Tập 8: Cố Hải lại ở nhà Bạch Lạc Nhân | 14 tháng 2, 2016   |
| Cố Hải và Bạch Lạc Nhân vẫn ở cùng phòng, ngủ cùng giường. Tư thế Bạch Lạc Nhân ngủ không tốt, Cố Hải vẫn ở trên giường lật qua lật lại chỉnh cho cậu. Bạch Lạc Nhân sáng sớm thức dậy phát hiện mình nằm ở trong lòng Cố Hải, tức giận đến muốn đánh Cố Hải nhưng lại không đành lòng ra tay. Trên sân bóng rổ, Cố Hải và Bạch Lạc Nhân thế lực ngang nhau, Vưu Kỳ vì đùa giỡn và ra vẻ đẹp trai nên nhảy vào quấy rối, kết quả bị Cố Hải đá đi. Bạch Lạc Nhân ở sân bóng rổ bị người đụng bị thương, sạp quán của dì Trâu Thẩm bị đập, đều do Cố Hải đứng ra bênh vực. Mỗi tối ở trên giường, Cố Hải đều quấy rầy Bạch Lạc Nhân đồng thời yêu cầu cậu theo hắn vui sướng mà chơi đùa (trò của con trai), khiến Bạch Lạc Nhân e dè. |                    |
| Tập 9: Lần thứ hai Lộ Lộ tìm đến | 17 tháng 2, 2016   |
| Bạch Lạc Nhân giúp Cố Hải dọn nhà. Đương lúc đó, Kim Lộ Lộ tìm tới, vì Cố Hải không nghe điện thoại trong cơn tức giận đã cầm chiếc điện thoại di động Bạch Lạc Nhân mới vừa sửa xong ném xuống đất khiến cho Cố Hải vô cùng tức giận, Kim Lộ Lộ bỏ đi. Bạch Lạc Nhân khuyên Cố Hải tìm Kim Lộ Lộ về. Ba người quan hệ hoà dịu, cùng nhau ăn cơm. Kim Lộ Lộ cho rằng Cố Hải quan tâm Bạch Lạc Nhân hơn cho nên phát sinh tranh chấp, cuối cùng Kim Lộ Lộ đau lòng rời đi. Bạch Lạc Nhân về sau mua cho Cố Hải một chiếc điện thoại di động mới. Cố Hải lén lút dùng quan hệ, tìm một công việc có thể diện hơn cho bố Lạc Nhân. |                    |
| Tập 10: Đã biết nhau là anh em | 19 tháng 2, 2016   |
| Bố Lạc Nhân được thăng chức, lập tức mua thêm giường cho Cố Hải. Bạch Lạc Nhân vốn cho là hai người phải phân giường mà ngủ, nhưng không ngờ Cố Hải lại ranh ma đến mức đem hai chiếc giường dính lại với nhau. Kim Lộ Lộ cùng một người đàn ông khác mướn phòng, bị Vưu Kỳ phát hiện, bảo cho Bạch Lạc Nhân, qua Bạch Lạc Nhân gián tiếp truyền tới Cố Hải. Cố Hải theo dõi Kim Lộ Lộ, bắt gian tại trận. Hai người chia tay. Cửa hàng mặt tiền đầu phố của dì Trâu Thẩm khai trương, Bạch Lạc Nhân và Cố Hải đến hỗ trợ, nào ngờ Khương Viên lại tìm đến, sự thật Bạch Lạc Nhân mẹ gả cho Cố Hải phụ thân bị phơi bày. Quan hệ hai người rơi vào bế tắc. |                    |
| Tập 11: Cố Hải thú nhận, anh em hòa giải | 21 tháng 2, 2016   |
| Bạch Lạc Nhân và Cố Hải xen kẽ nhau nghỉ học. Tin tức Cố Hải phải bị đuổi học truyền tới Bạch Lạc Nhân. Cô giáo nhờ Bạch Lạc Nhân mang đồ đạc của Cố Hải trở về. Bạch Lạc Nhân gặp Cố Hải đang mát-xa, hai người đã xảy ra cãi vã. Sau khi Bạch Lạc Nhân về đến nhà, cùng bố nói chuyện suốt đêm, bố Bạch Lạc Nhân đã hiểu ra chân tướng. Ông yêu cầu Lạc Nhân trong vòng 3 ngày phải mời được Cố Hải về nhà. Bạch Lạc Nhân đi tìm Cố Hải, trên đường đi bị Cố Hải phái người bắt cóc. Phát hiện ra người muốn bắt cóc mình chính là Cố Hải, Bạch Lạc Nhân vô cùng tức giận. Đến nơi còn bị Cố Hải cưỡng hôn, rồi nói những lời thô tục trước mặt. Bạch Lạc Nhân nói lần này cậu đến đây vốn là để làm hòa. Sau khi biết được, Cố Hải cởi trói cho Bạch Lạc Nhân, hai người dần dần hoà dịu. Cố Hải bày tỏ lòng mình nhưng Bạch Lạc Nhân không trả lời. Hai người vui vẻ, cùng Cố Uy Đình và Khương Viên đi ăn. Tuy vậy khi nhắc đến chuyện về ở cùng, Bạch Lạc Nhân vẫn không đồng ý. |                    |
| Tập 12: Nhân Tử ngã bệnh, Đại Hải không rời | 24 tháng 2, 2016   |
| Sau khi quan hệ hoà dịu, Cố Hải lại trở về nhà Bạch Lạc Nhân, đồng thời còn tặng quà cho người nhà Bạch Lạc Nhân. Bạch Lạc Nhân cũng thay đổi thái độ với Cố Hải. Ở trường học có đợt kiểm tra sức khoẻ, Bạch Lạc Nhân được Vưu Kỳ báo cho biết: trong quá trình kiểm tra sức khoẻ sẽ phải cởi quần (khám sức khỏe sinh sản). Để không bị Cố Hải trông thấy, Bạch Lạc Nhân cố ý bảo với lớp phó xếp hai người ở hai tổ khác nhau, nhưng trong quá trình kiểm tra, bọn họ lại phải kiểm tra cùng một lúc (lý do là các bạn khác trong nhóm của Cố Hải vì sợ, chưa khám đã bỏ chạy, chỉ còn lại mình Cố Hải, cho nên tới luôn lượt nhóm của Bạch Lạc Nhân). Sau khi kiểm tra sức khoẻ xong, lớp phó nói cho Bạch Lạc Nhân rằng cậu ấy có khả năng đã bị bệnh viêm gan, tin tức này khiến cho Bạch Lạc Nhân suy sụp, vì thế đã không cho Cố Hải tới gần mình. Nhưng Cố Hải lại dùng cách của mình ở bên cạnh Bạch Lạc Nhân, mang đến cho Bạch Lạc Nhân niềm an ủi lớn lao. Tại thời điểm thích hợp nói, lớp phó đã thông báo lại cho Bạch Lạc Nhân rằng cậu không bị bệnh gì cả, sau đó lớp phó bị Cố Hải đánh một trận tơi bời. Vưu Kỳ muốn mời Bạch Lạc Nhân cuối tuần tới chơi nhà mình ở Thiên Tân, nhưng Bạch Lạc Nhân - bởi vì Cố Hải muốn cậu cùng đi mua đồ - cho nên từ chối Vưu Kỳ. Vưu Kỳ cuối cùng đem hết lửa giận trong lòng trút lên Dương Mãnh. Cố Hải và Bạch Lạc Nhân cùng nhau quay về nhà Bạch Lạc Nhân ôn tập, Cố Hải nhờ có Bạch Lạc Nhân chỉ bảo nên tiến bộ rất nhanh. Trong lúc vô ý, Cố Hải nói rằng mình đã hết tiền, Bạch Lạc Nhân đã giúp cậu nghĩ ra một cách kiếm tiền vô cùng hiệu quả, bằng cách chơi mạt chược với Lý Thước và Tự Hổ. |                    |
| Tập 13: Cố Hải nổi máu ghen | 26 tháng 2, 2016   |
| Dương Mãnh cảm thấy Vưu Kỳ không rõ vô tình hay cố ý lúc nào cũng bám theo, cho nên cậu ta mới nhờ Bạch Lạc Nhân giúp, cầu xin hãy cùng nhau đi về nhà. Cố Hải nổi máu ghen, ngăn cản bằng mọi cách không cho Dương Mãnh tới gần Bạch Lạc Nhân, cho nên bị Lạc Nhân cho đứng ở ngoài cửa nhà. Tối đến, Bạch Lạc Nhân không đành lòng để Cố Hải ở bên ngoài bị lạnh, cho nên gọi vào trong nhà. Hai người ở trong phòng đã mở rộng cánh cửa lòng, Bạch Lạc Nhân cũng nói thật lòng mình với Cố Hải. Ngày thứ hai, Dương Mãnh đến nhà Bạch Lạc Nhân rủ cùng đi học, bắt gặp Cố Hải vừa rời khỏi giường của Bạch Lạc Nhân. Mặt khác, cha của Lạc Nhân cũng càng ngày càng trở nên gắn bó với dì Trâu Thẩm (một người hàng xóm tốt, một người phụ nữ tần tảo, bao năm giúp đỡ hai bố con ông, đã li thân chồng từ lâu). Do Bạch Lạc Nhân khuyên, cuối cùng hai người cũng lấy nhau, hôn lễ hôm ấy tề tựu đông đủ bạn bè bằng hữu, Bạch Lạc Nhân bị say bí tỉ. |                    |
| Tập 14: Chính thức yêu nhau | 28 tháng 2, 2016   |
| Bạch Lạc Nhân say mèm, được Cố Hải cõng trở về nhà của hai người. Dọc theo đường đi, Bạch Lạc Nhân không ngừng khóc thút thít, dưới sự yêu cầu của Bạch Lạc Nhân, hai người lên sân thượng. Bạch Lạc Nhân rúc vào trong người Cố Hải khóc (vì cậu nghĩ đã "mất đi" một người bố "vụng về", luôn quan tâm, thương yêu mình). Cố Hải ở bên cạnh, ấm áp mà an ủi Bạch Lạc Nhân. Anh họ Cố Hải là Cố Dương trở về nước, tiện thể thăm Cố Hải, bởi vì Cố Dương lúc nhỏ trong một lần cãi nhau ầm ĩ đã chém bị thương hông của Cố Hải, cho nên khi buổi tối Cố Hải và Bạch Lạc Nhân nói đến chuyện này rất có thành kiến đối với Cố Dương, cho rằng Cố Dương tính cách gian ác, tuyệt không phải người hiền lành. Cố Dương bắt gặp Cố Hải người không một mảnh vải đi ra từ phòng tắm tìm quần áo, Cố Dương bởi vì Bạch Lạc Nhân có mặt nên buông tha, không nói chuyện nữa mà rời đi với ánh mắt phức tạp. Cố Hải biết Cố Dương muốn nói cái gì, chính là phản đối hai người yêu nhau. Tin tức bố Lạc Nhân tái hôn truyền tới mẹ Lạc Nhân. Bà ấy không hề nghi ngờ Bạch Lạc Nhân và Cố Hải yêu nhau. Mẹ Lạc Nhân định để cho cậu ra nước ngoài du học, nhưng cậu nhất quyết không đồng ý. Vì mẹ Lạc Nhân có một chiếc chìa khoá phòng y hệt như vậy, cho nên Bạch Lạc Nhân và Cố Hải bàn nhau đổi khóa, để ngừa bị bắt gặp lúc thân mật. |                    |
| Tập 15: Quà Giáng sinh, Thạch Tuệ trở về | 29 tháng 2, 2016   |
| Ngày Giáng sinh tới, Cố Hải dậy thật sớm, mua cơm sáng trở về, để lúc Bạch Lạc Nhân ăn cơm còn nóng nên Cố Hải chạy rất nhanh về nhà, trên trán vẫn lưu lại mồ hôi. Bạch Lạc Nhân vô cùng cảm động, tặng một cái khăn quàng cổ cho Cố Hải. Hai người ăn xong điểm tâm đến đúng giờ đi học. Cố Hải nhận được quà tặng từ một nữ sinh, cố tình hướng về phía Bạch Lạc Nhân mà phơi quà ra, sau đó nói rằng muốn đem quà tặng trả lại cho nữ sinh kia, để người ta khỏi nghĩ ngợi lung tung, cho là mình đã tỏ tình thành công. Cố Hải thật ra hướng về phía Bạch Lạc Nhân để bày tỏ tình cảm, chứng minh mình không thích nữ sinh kia, Bạch Lạc Nhân bề ngoài thì không nói gì, nhưng trong lòng giống như đang ăn mật đường vậy. Đêm Giáng sinh, Cố Hải và Bạch Lạc Nhân cùng mấy người bạn gặp nhau, mọi người vừa ăn vừa nói chuyện, bầu không khí vô cùng vui vẻ. Bữa tiệc kết thúc, Cố Hải và Bạch Lạc Nhân trở lại căn nhà nhỏ ấm áp, Bạch Lạc Nhân nhận được cuộc điện thoại của bạn gái trước Thạch Tuệ, Thạch Tuệ trong điện thoại khóc sướt mướt, nói rằng muốn cùng Bạch Lạc Nhân làm bạn. Bạch Lạc Nhân tâm phiền ý loạn cúp điện thoại, nâng Cố Hải uống say nằm ở phòng khách đem trở về phòng. Hôm sau, Cố Hải tỉnh giấc, nhận được điện thoại của Thạch Tuệ gọi cho Bạch Lạc Nhân, Cố Hải biết Thạch Tuệ là bạn gái trước Bạch Lạc Nhân, cho nên ngời ngời mà xưng mình là bạn trai Bạch Lạc Nhân. Không đợi Thạch Tuệ nói tiếp, Cố Hải cúp điện thoại. Bạch Lạc Nhân cầm lại điện thoại di động, lần thứ hai nhận được Thạch Tuệ gọi điện thoại tới, Thạch Tuệ nói vẫn còn tình cảm Lạc Nhân, không cam long nên muốn cùng cậu làm bạn bè. Bạch Lạc Nhân bây giờ đã không còn cảm giác đối với người khác phái, nên nói mình đã có người khác rồi. Cố Hải thấy đồng hồ đeo tay đôi Thạch Tuệ của Bạch Lạc Nhân ở trong tủ, quá kích động nên đã mua hai phần đồ trang sức, đai lưng chia đều cho mình và Bạch Lạc Nhân, hơn nữa vẫn còn mua một chiếc xe giống y như của mình cho Bạch Lạc Nhân. Thạch Tuệ từ đầu đến cuối vẫn không thể quên được quá khứ cùng Bạch Lạc Nhân, cho nên đùng một cái từ nước ngoài trở về, xuất hiện trong lớp của Bạch Lạc Nhân. Bạch Lạc Nhân đang ngủ gà ngủ gật, bị Vưu Kỳ đánh thức, còn đang buồn ngủ, nhìn về phía Thạch Tuệ xuất hiện ở trước mặt. |                    |